# Paul Mauffray
Paul Mauffray (* 1968 Spojené státy americké) je americký dirigent. Od roku 1994 působí i v České republice. Věnuje se zejména hudbě Leoše Janáčka.

## Vztah k Česku a české hudbě
Mauffrayho první působení v České republice byl záskok na poslední chvíli při provedení Janáčkovy orchestrální suity z opery Příhody lišky Bystroušky s Filharmonií Hradec Králové v roce 1994. Od té doby je Paul Mauffray pravidelně zván do Hradce Králové jako hostující dirigent.
V roce 1995 získal Mauffray čestné uznání v soutěži Pražské jaro za provedení Stravinského Svěcení jara a Janáčkova Tarase Bulby se Symfonickým orchestrem Českého rozhlasu. Byl také dvakrát finalistou mezinárodní dirigentské soutěže Bartók International Opera Conducting Competition v Rumunsku, v roce 2005 a opět v roce 2007, kdy získal 2. cenu a díky tomu dirigoval uvedení La traviaty v Bukurešťské národní opeře.
V letech 1995 až 1997 byl asistujícím dirigentem opery pražského Národního divadla, kde spolupracoval s dirigenty Bohumilem Gregorem a Jiřím Bělohlávkem na Janáčkových operách Příhody lišky Bystroušky, Káťa Kabanová a Její pastorkyňa. Poté asistoval Siru Charlesovi Mackerrasovi s Českou filharmonií při natáčení Káti Kabanové a Rusalky.
Paul Mauffray spolupracoval při přípravě osmi Janáčkových inscenací jako asistent dirigenta včetně prvního provedení Janáčkova Osudu v USA na Bard Music Festival (2003) a v Salcburku, kde asistoval Siru Johnovi Eliotovi Gardinerovi při nastudování Její pastorkyně s Českou filharmonií (2001).
Mauffray vystoupil na několika festivalech v České republice, mimo jiné MHF Janáčkovy Hukvaldy, Talichův Beroun a Mladá Praha. V roce 2007 nastoupil jako asistent šéfdirigenta do Janáčkovy opery v Národním divadle Brno, kde dirigoval Verdiho Dona Carlose. Rok poté pracoval jako asistent šéfdirigenta Kirilla Petrenka na uvedení Káti Kabanové s Vídeňským rozhlasovým orchestrem v Divadle na Vídeňce.
Dirigent Paul Mauffray byl pozván v 2016 jako hostující dirigent do Mariinského divadla v Petrohradě, kde dirigoval dvě představení Dvořákovy Rusalky. Bylo to jeho druhé působení v tomto divadle, již dříve přijal pozvání od Valerije Gergijeva, aby zde dirigoval zkoušky při nastudování Věci Makropulos.
V roce 2016 se vrátil do Filharmonie Brno, aby zde dirigoval studiovou nahrávku opery The Scarlet Letter od současného amerického skladatele Fredrica Krolla. Na předchozích vystoupeních s Filharmonií Brno provedl Mozartovo Rekviem a Stravinského Svěcení jara. V roce 2019 Mauffray dirigoval svůj newyorský debut s orchestrem New York Concert Artists a také byl poprvé pozván do Argentiny, aby dirigoval mj. Janáčkova Tarase Bulbu. Během pandemie roku 2020 dirigoval českou premiéru Příběhu šumaře (A Fiddler's Tale) Wyntona Marsalise se členy Brněnské filharmonie a Moravské filharmonie Olomouc a sólistou Vítem Otáhalem.

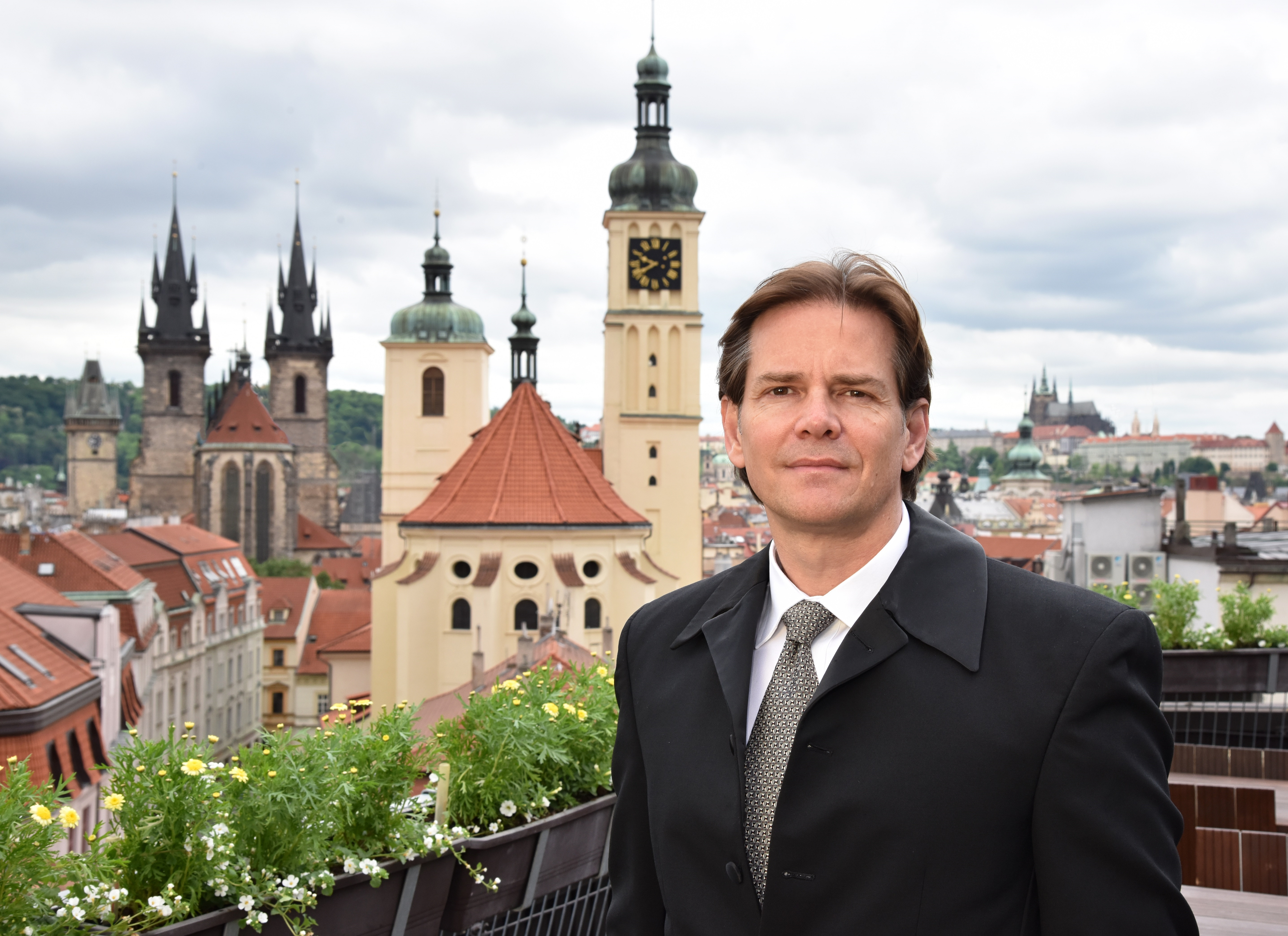
Paul Mauffray, Praha 2017

## Sólisté
Mezi sólisty, s nimiž Paul Mauffray spolupracoval, jsou mimo jiné:
- Jan Adamus, hoboj
- Jiří Bárta, violoncello
- Jaroslav Březina, tenor
- Karla Bytnarová, soprán
- Pavel Černoch, tenor
- Lukáš Daňhel, basetový roh
- Barbora Gálová, flétna
- Jiří Hošek, violoncello
- Jana Hrochová, mezzosoprán
- Martin Hršel, klavír
- Václav Hudeček, housle
- Martina Kamenská, klarinet
- Michaela Kapustová Zajmi, mezzosoprán
- Zdenka Kolářová, klavír
- Zlata Krautová, soprán
- Jan Markvart, tenor
- Richard Novák, bas
- Jan Ostrý, flétna
- Vít Otáhal, trumpeta
- Michal Rezek, klavír
- Jana Sibera, soprán
- Jiří Sulženko, bas
- Pavel Šporcl, housle
- Jarmila Štruncová, flétna
- Simona Šaturová, soprán
- Henrietta Varechová, harfa
- Tomáš Vinklát, housle
- Lukáš Vondráček, klavír
- Filip Waldmann, kontrabas

## Orchestry
Mezi českými a slovenskými orchestry, které Paul Mauffray dirigoval, jsou:
- Český národní symfonický orchestr[3]
- Pražská komorní filharmonie
- Symfonický orchestr Českého rozhlasu
- Plzeňská filharmonie [10]
- Karlovarský symfonický orchestr
- Severočeské divadlo Ústí nad Labem [11]
- Filharmonie Brno [12] [13]
- Janáčkova filharmonie Ostrava
- Filharmonie Hradec Králové
- Komorní filharmonie Pardubice
- Filharmonie Bohuslava Martinů Zlín
- Jihočeská komorní filharmonie České Budějovice
- Slovenská filharmónia [14]
- Slovenské národné divadlo
- Štátny komorný orchester Žilina
- Czech Virtuosi [15]
- Stern Orchestra Prague [16]
- Talichův komorní orchestr

## Ocenění
- Druhá cena 2018, Třetí cena 2019, 2015 & 2016, Čestné uznání 2014 – The American Prize for Professional Conductors, [17]
- Druhá cena – Mezinárodní operní dirigentská soutěž Bély Bartóka, Rumunsko, 2007[18]
- První cena – Dirigentská soutěž Freedman, USA, 1996
- Čestné uznání a semifinalista – Mezinárodní dirigentská soutěž Pražské jaro, 1995 a 2000